# Klinika Psychiatrii we Wrocławiu

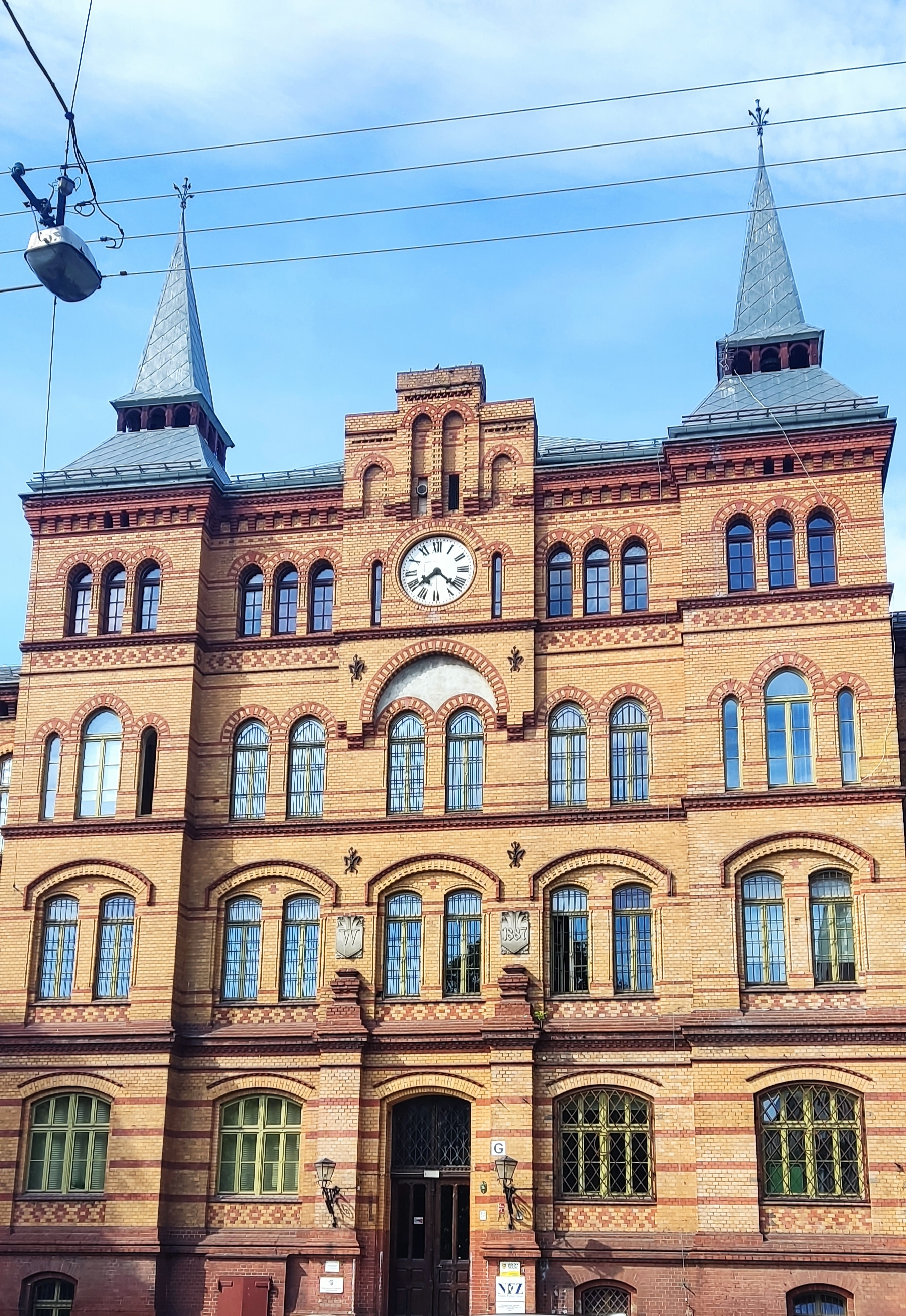
Miejski Szpital dla Umysłowo Chorych powstały w 1888. Stan z 2025.

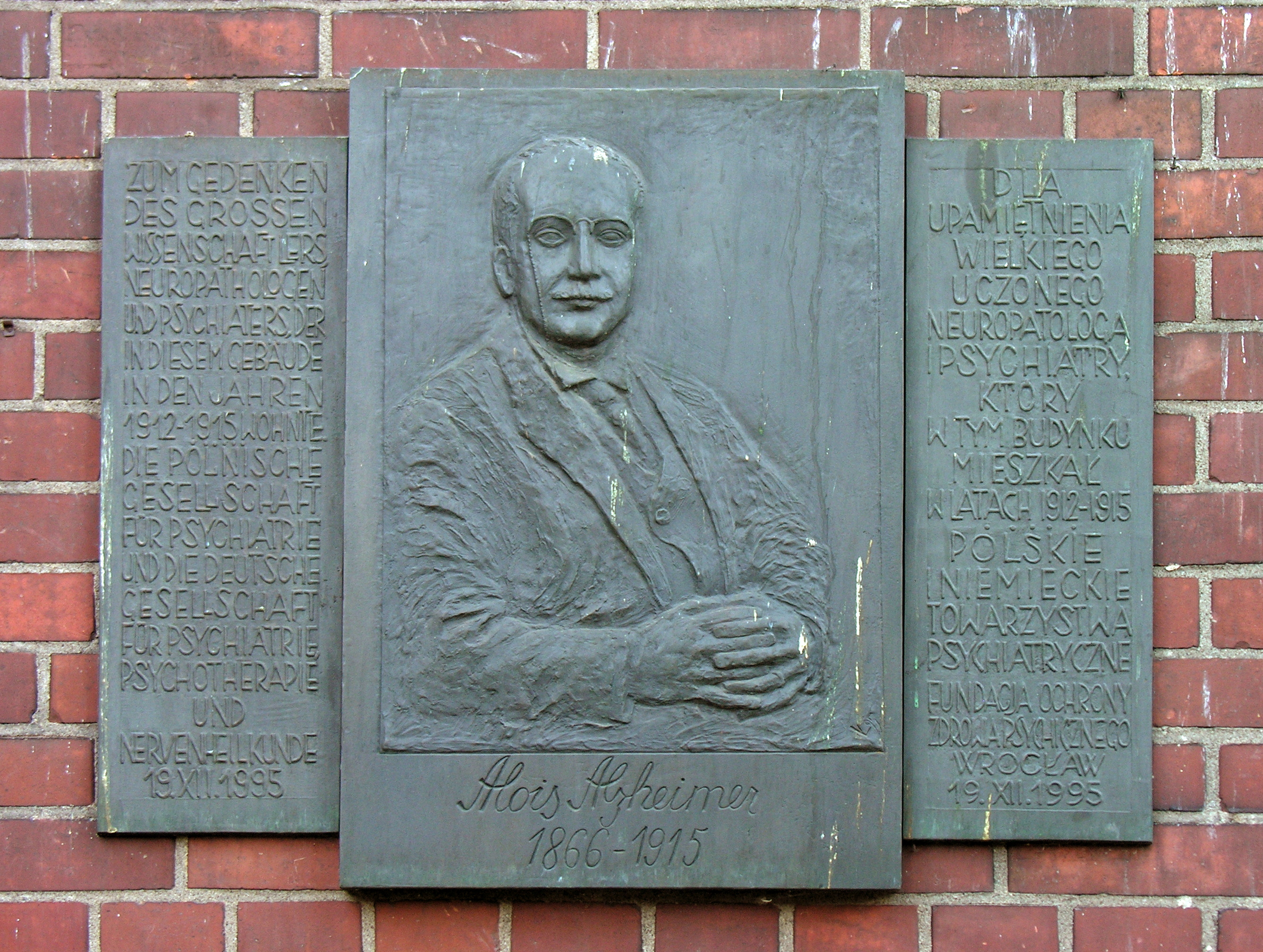
Tablica pamiątkowa poświęcona osobie Aloisa Alzheimera, umieszczona na elewacji dawnej willi dyrektora kliniki przy ul. Bujwida 42; projekt prof. Łucji Skomorowskiej-Wilimowskiej

Klinika psychiatryczna we Wrocławiu powstała w 1876 roku w Szpitalu Wszystkich Świętych (niem. Allerheiligen-Hospital, później Szpital Wojewódzki im. J. Babińskiego przy pl. Jana Pawła II 8), a jej kierownikiem został profesor nadzwyczajny psychiatrii Heinrich Neumann, wcześniej prymariusz oddziału psychiatrycznego.
Następcą zmarłego w 1884 roku Neumanna był jego uczeń, Carl Wernicke. Współpracownikami Wernickego byli m.in. Karl Heilbronner i Hugo Liepmann. Za jego kadencji przeniesiono klinikę do nowo wybudowanego Miejskiego Szpitala dla Umysłowo Chorych (niem. Städtische Irrenanstalt). Wernicke uzasadniał potrzebę wybudowania nowej siedziby dla kliniki trzykrotnym wzrostem zachorowalności na choroby umysłowe w latach 1872-83, przy przyroście liczby mieszkańców o około 40%. Neorenesansowy projekt szpitala przedstawił w 1881 roku ówczesny miejski radca budowlany architekt Johann Robert Mende, zmodyfikował go już w czasie realizacji jego następca Richard Plüddemann. Zakład leczniczy mieścił się na Przedmieściu Odrzańskim, przy Göppertstrasse 25 (dziś ul. Kraszewskiego 25). Budowa trwała od kwietnia 1885 do listopada 1888. W 1889 roku powstała dodatkowo poliklinika dla nerwowo chorych, odzwierciedlając przekonanie Wernickego o nierozerwalności neurologii i psychiatrii. 
Następcą Wernickego był Karl Bonhoeffer. W latach 1900–07 działalność kliniki uległa zawieszeniu, z powodu konfliktu między środowiskiem naukowym a władzami miasta. W 1904 roku Wernicke został powołany na katedrę Uniwersytetu w Halle.
W kwietniu 1907 roku Klinika Psychiatryczna została przeniesiona do nowego budynku przy Auenstrasse 42 (ul. O. Bujwida 42) i połączona z kliniką chorób nerwowych. Bonhoeffer również traktował neurologię i psychiatrię nierozłącznie, w tradycji Griesingera i Wernickego. Kadencja Bonhoeffera trwała do 1912 roku, po Bonhoefferze katedrę objął Alois Alzheimer.
Następcą Alzheimera był od 1916 do 1921 Oswald Bumke, a po nim Robert Wollenberg (od 1921 do 1930). Kolejnymi kierownikami byli w latach 1930-38 Johannes Lange i Werner Villinger, od 1938 do 1945.
Stary budynek w czasie wojny uległ zniszczeniu, stąd przeniesiono ją do starej siedziby przy Kraszewskiego; otwarcie nastąpiło w maju 1946. Dziś w budynku tym mieści się Katedra i Klinika Hematologii i Chorób Rozrostowych Dzieci.
Od 1950 roku jest to Klinika Psychiatrii przy Akademii Medycznej we Wrocławiu. Pierwszym kierownikiem kliniki psychiatrycznej był Adrian Demianowski, od 1955 do 1958 Stanisław Świerczek, od 1960 Maria Demianowska, od 1964 roku Adam Bukowczyk,  po nim Augustyn Wasik, Od 1991 do 2016 Andrzej Kiejna. Od 2016 do 2022 kierownikiem Katedry i Kliniki Psychiatrii była Joanna Rymaszewska, od 2022 funkcję kierownika pełni prof. Błażej Misiak.